# Josip Bukal
Josip Bukal (Okešinec, 15 de noviembre de 1945-Sarajevo, 30 de agosto de 2016) fue un entrenador y jugador de fútbol croata que jugaba en la demarcación de delantero.

## Selección nacional
Jugó un total de 24 partidos con la selección de fútbol de Yugoslavia y anotó un total de diez goles. Hizo su debut el 12 de octubre de 1966 en un partido contra Israel en calidad de amistoso que finalizó con un resultado de 1-3 a favor del combinado yugoslavo, donde Bukal anotó dos de los tres goles de su selección. Además disputó la clasificación para la Copa Mundial de Fútbol de 1970 y la clasificación para la Eurocopa de 1972. Jugó su último encuentro con la selección el 29 de mayo de 1974 contra Hungría.

## Clubes

### Como futbolista
| Club                    | País                 | Año         | Partidos | Goles |
| ----------------------- | -------------------- | ----------- | -------- | ----- |
| FK Željezničar Sarajevo | Bosnia y Herzegovina | 1964 - 1973 | 290      | 128   |
| Standard de Lieja       | Bélgica              | 1973 - 1976 | 60       | 34    |
| FK Željezničar Sarajevo | Bosnia y Herzegovina | 1976 - 1978 | 21       | 5     |

### Como entrenador
| Club                    | País                 | Año  |
| ----------------------- | -------------------- | ---- |
| FK Željezničar Sarajevo | Bosnia y Herzegovina | 1988 |